# Ryan White (hockey sur glace)
Pour les articles homonymes, voir White.
Ryan White (né le 17 mars 1988 à Brandon, dans la province du Manitoba au Canada) est un joueur professionnel canadien de hockey sur glace.

## Carrière
En 2004, il débute avec les Hitmen de Calgary, de la Ligue de hockey de l'Ouest (WHL). White a été repêché par les Canadiens de Montréal au repêchage d'entrée dans la LNH 2006, en 3e ronde, à la 66e position. Il participe avec l'équipe LHOu au Défi ADT Canada-Russie en 2006 et 2007.
Lors de la saison 2010-2011,il a connu un excellent camp d'entraînement et l'équipe a apprécié son engagement physique sur la patinoire, de même que son sens de l'anticipation, en cours de match. Ryan White marque son premier but dans la LNH le 20 mars 2011 lors d'un match contre le Wild du Minnesota dans une victoire des siens par le pointage de 8 à 1. Il a aidé son coéquipier P.K Subban à enregistrer son premier tour du chapeau dans la LNH sur une passe décisive. Lors du dernier match de la saison des Canadiens de Montréal, il marque son deuxième but dans la ligue dans une autre victoire contre les Maples leafs de Toronto par la marque de 4 à 1.
Le 13 juillet 2011, il signe un contrat d'un an avec les Canadiens de Montréal.
Le 26 juin 2012, il accepte une offre de contrat à un volet, du Canadiens de Montréal, lui rapportant 687 500 dollars.
Le 13 juillet 2013, il accepte une offre de contrat à un volet, du Canadiens de Montréal, lui rapportant 700 000 dollars.
Le 7 août 2014, il signe un contrat de 1 an à deux volets avec les Flyers de Philadelphie. Il empochera 575 000 dollars.

## Statistiques
| Saison     | Équipe                    | Ligue      |     | Saison régulière | Saison régulière | Saison régulière | Saison régulière | Saison régulière |    | Séries éliminatoires | Séries éliminatoires | Séries éliminatoires | Séries éliminatoires | Séries éliminatoires |
| Saison     | Équipe                    | Ligue      | PJ  | B                | A                | Pts              | Pun              | PJ               | B  | A                    | Pts                  | Pun                  |                      |                      |
| 2004-2005  | Hitmen de Calgary         | LHOu       | 63  | 9                | 14               | 23               | 5                | 95               | 12 | 2                    | 13                   | 26                   |                      |                      |
| 2005-2006  | Hitmen de Calgary         | LHOu       | 72  | 20               | 33               | 53               | 121              | 13               | 3  | 4                    | 7                    | 18                   |                      |                      |
| 2006-2007  | Hitmen de Calgary         | LHOu       | 72  | 34               | 55               | 89               | 97               | 18               | 6  | 8                    | 14                   | 36                   |                      |                      |
| 2007-2008  | Hitmen de Calgary         | LHOu       | 68  | 28               | 44               | 72               | 98               | 16               | 6  | 11                   | 17                   | 8                    |                      |                      |
| 2008-2009  | Bulldogs de Hamilton      | LAH        | 80  | 11               | 18               | 29               | 68               | 6                | 3  | 1                    | 4                    | 9                    |                      |                      |
| 2009-2010  | Bulldogs de Hamilton      | LAH        | 62  | 17               | 17               | 34               | 173              | 19               | 4  | 5                    | 9                    | 47                   |                      |                      |
| 2009-2010  | Canadiens de Montréal     | LNH        | 16  | 0                | 2                | 2                | 16               | -                | -  | -                    | -                    | -                    |                      |                      |
| 2010-2011  | Bulldogs de Hamilton      | LAH        | 33  | 3                | 9                | 12               | 77               | -                | -  | -                    | -                    | -                    |                      |                      |
| 2010-2011  | Canadiens de Montréal     | LNH        | 27  | 2                | 3                | 5                | 38               | 7                | 0  | 0                    | 0                    | 2                    |                      |                      |
| 2011-2012  | Bulldogs de Hamilton      | LAH        | 4   | 4                | 1                | 5                | 26               | -                | -  | -                    | -                    | -                    |                      |                      |
| 2011-2012  | Canadiens de Montréal     | LNH        | 20  | 0                | 3                | 3                | 61               | -                | -  | -                    | -                    | -                    |                      |                      |
| 2012-2013  | Canadiens de Montréal     | LNH        | 26  | 1                | 0                | 1                | 67               | 3                | 1  | 0                    | 1                    | 23                   |                      |                      |
| 2013-2014  | Canadiens de Montréal     | LNH        | 52  | 2                | 4                | 6                | 50               | 0                | 0  | 0                    | 0                    | 0                    |                      |                      |
| 2014-2015  | Flyers de Philadelphie    | LNH        | 34  | 6                | 6                | 12               | 30               | -                | -  | -                    | -                    | -                    |                      |                      |
| 2014-2015  | Phantoms de Lehigh Valley | LAH        | 11  | 1                | 2                | 3                | 39               | -                | -  | -                    | -                    | -                    |                      |                      |
| 2015-2016  | Flyers de Philadelphie    | LNH        | 73  | 11               | 5                | 16               | 101              | 6                | 1  | 0                    | 1                    | 28                   |                      |                      |
| 2016-2017  | Coyotes de l'Arizona      | LNH        | 46  | 7                | 6                | 13               | 70               | -                | -  | -                    | -                    | -                    |                      |                      |
| 2016-2017  | Wild du Minnesota         | LNH        | 19  | 2                | 1                | 3                | 14               | 3                | 0  | 0                    | 0                    | 4                    |                      |                      |
| 2017-2018  | Gulls de San Diego        | LAH        | 21  | 3                | 6                | 9                | 52               | -                | -  | -                    | -                    | -                    |                      |                      |
| 2017-2018  | Wild de l'Iowa            | LAH        | 23  | 2                | 6                | 8                | 57               | -                | -  | -                    | -                    | -                    |                      |                      |
| 2018-2019  | Moose du Manitoba         | LAH        | 27  | 5                | 2                | 7                | 57               | -                | -  | -                    | -                    | -                    |                      |                      |
| 2019-2020  | Moose du Manitoba         | LAH        | 21  | 2                | 1                | 3                | 87               | -                | -  | -                    | -                    | -                    |                      |                      |
| 2020-2021  | Thunder de Wichita        | ECHL       | 25  | 4                | 5                | 9                | 82               | 2                | 1  | 0                    | 1                    | 0                    |                      |                      |
| Totaux LNH | Totaux LNH                | Totaux LNH | 313 | 31               | 30               | 61               | 447              | 19               | 2  | 0                    | 2                    | 57                   |                      |                      |